# محصود
محصود (به انگلیسی: Mhaswad) یک منطقهٔ مسکونی در هند است که در بخش ستارا واقع شده‌است. محصود ۳۹٬۴۹۵ نفر جمعیت دارد.